# Народно читалище „Светлина – 1929“
Вижте пояснителната страница за други значения на Народно читалище „Светлина“.
Народно читалище „Светлина 1929“ е читалището в село Труд, община Марица, област Пловдив.

## История
Решението за основаване на читалище в с. Труд (Климентиново) е взето от група ентусиасти при една сбирка на общественици в селото на 17 февруари 1931 г. Така организиралите се дейци съставят първото читалищно ръководство (или настоятелство). В състава му влизат: председателят Тодор Славчев и членове – Трифон Даяров, Димитър Узунов, Йончо Тошев (главен учител на първоначалното училище и др. Според друга справка в ръководството влизат още: Стефан Узунов, петър Стайков, петър Керезов, Иван Вакарелски (селският бирник), Иван Георгиев Керезов, Георги Марлаков, Велко Топалов (кмет на селото). Името на читалището – „Светлина“, предлага учителката Цвета Благоева (Мъглижанова).
Била определена също стая в сградата на общината (тази, която съществувала на мястото на днешното читалище), в която се осъществявали срещите и заседания на настоятелството. Вероятно същата година общината отпуснала 50 дка земя от общинската мера – дарени на читалището за ползване и набавяне на доходи.
Първата задача на читалищното ръководство е осигуряването на книжен фонд (прочитна литература), първоначално чрез даряване на литература от учители и общественици, а впоследствие и чрез закупуване. Книгите се съхранявали в училището или общината. Учениците понякога били ангажирани с поддръжка и подвързване на книгите.

### Строеж на сградата
Друга важна задача е проектирането и изграждането на читалищна сграда за развиване на театрална и фолклорна самодейност. Това се осъществява едва при кметското управление на д-р Видол Ив. Видолов (1934 – 1940 г.). Тогавашното общинско ръководство – кмет и общински съвет (след осъществяване строителството на нова общинска сграда (1935 г.) – настоящото кметство на с. Труд), упълномощава общинския строителен техник Павел Кръстанов с изготвянето на строителен проект за строеж на читалище. Под ръководството на Кръстанов, на стопански принцип, през май 1938 г. започва строителството на читалищната сграда. В него участват много от селяните с доброволен труд. Един такъв момент било прекарването на камъни с волските им каруци. До 25 юли сградата била покрита и започнало нейното измазване отвътре. През късната есен същата година сградата била изцяло довършена и оборудвана, като на 14 януари 1939 г.(стар стил – 1 януари) се състои нейното официално откриване и освещаване чрез водосвет и църковна молитва.
Строителството на читалището струва 400 000 лв., като 85 000 били дадени от фонда на читалищното ръководство, а останалите – от общината. Така село Климентиново (Труд) се сдобива с така необходимата сграда за читалищна дейност. Относно постижението, в една статия от онова време пише:
| „ | ...В целия този подем, дела и дейност на един кмет (Видолов), единодушен общински съвет и съзнателно население, обединило се около своята общинска управа, може да се предрече големия утрешен стопански подем на тая община ... | “ |

### Театрална самодейност
Вечерта в деня на откриването (14 януари 1939 г.) е представена първата театрална постановка – „Майстори“, в която като актьори вземат участие учители и общински чиновници. Поради големия интерес спектакълът бил повторен през следващата вечер. На 22 януари за първи път областният театър се представя в читалище „Светлина“ с постановката „Три синджира роби“, която била повторена и през следващия ден. След откриването на читалището често пъти Пловдивският театър изнасял представления пред климентиновското население. С представления на оперети се изявявала и самодейната трупа от ученици на местното училище, с ръководител Никифора Аргирова.
През 1945 г. самодейците актьори: Еньо Топалов (син на бившия кмет Велко Топалов), учителката Никифора Аргирова, Тодор Тодоров, Костадин Витков (постановчик на повечето пиеси) и други представят постановката „Калин орелът“. Впоследствие са изнесени драмите: „Снаха“ от Георги Караславов и „Халосник“ от Цанко Церковски. През 1951 г. е представена постановката „Гласът на Америка“ от Леонтиев, с участието на Георги Аргиров (сина на учителите Петко и Никифора Аргирови), Велика Славчева, Костадин Витков, Мария Стайкова Делкова, Тодор Салашев (Тодоров), учителя Трингов и др. Често Пловдивският театър подпомагал самодейците в с. Труд с реквизит.

### Музикална и танцова самодейност
До 1951 г. читалищното дело се изчерпвало само с театрални изяви. До това време, макар учениците да се представяли понякога с музикални и танцови умения, под ръководството на Никифора Аргирова, в читалищната сграда все още не били изградени читалищни танцови трупи, хорове и школи. Хората се играели от селяните обикновено в неделя и празници на мегдана (Берището), под хороводната музика на местните музиканти – „Божевчетата“ (от рода Божеви) Читалищната музикална и танцова самодейност се развива с поемане на читалищното председателство (1954 г.) от Тодор Рангелов Минев.
Тогава се основавали танцов състав и битова група, които постепенно укрепвали и бързо се развивали. През 1962 г. танцовият състав е първенец в окръга и участва във фестивала „Варненско лято“. През 1964 г. съставът участва за първи път във втория републикански фестивал, като трупата получила награда – пътуване до Одеса, където отново се изявила с фолклорните си умения.
Като даровити самодейци пред онези години се изявили: певиците – Люба Виткова, Донка Богданова, Пенка Христозова и други, както и музикантите – акордеонисти: Виктор Шилегов, Иван Русалов и Митко Димитров (цигулар).
Няколко години битовата група – певици и музиканти, била окръжен първенец, под ръководството на Иван Русалов.
Ръководители на танцовия и драматичния състав били Иван Георгиев, Стоян Богданов, Димитър Дойчинов, Христос Панов и Димитър Тотинов.
През 1940 г. читалищното ръководство закупило филмов прожекционен апарат, обслужван от Никола Ливаткин, а по-късно от Стефан Христозов.

### Библиотечна дейност
Читалището започва своето съществуване със създаването на библиотечен фонд от дарителски книги. За пръв щатен библиотекар била назначена Йорданка Ботова (1958 – 1959 г.), а в следващи години: Веселина Минева, Веска Янкова и настоящият библиотекар Светла Божилова. В настоящия момент библиотеката на читалището разполага с над 11000 тома литература.

## Ръководство
От по-късно време до днес председатели на читалището са били: Иван Вътов, Тодорка Стоенчева, Янка Константинова, Калинка Русалова и Ивана Икономова-Иванова (настоящ), а читалищни секретари – Димитър Копринков, Кръстина Стайкова и Димитричка Шопова (настоящ).

## Постижения
През годините стотици самодейци са преминали през художествените колективи, като понякога участвали цели фамилии, отдавайки своите способности и сила за развитието на народното творчество.
В ранните години на своето съществуване читалище „Светлина“ е домакинствало на големи български музиканти и певци професионалисти като: Атанаска Тодорова, Гюрга Пинджурова, Вълкана Стоянова, Желязка Бочукова, Борис Машалов (акордеонист), Вълчо Иванов, Сава Попсавов и др.
От есента на 2002 г. читалището ежегодно е домакин на националния фестивал за автентичен фолклор „От извора“.
През април 2018 г. НЧ „Светлина – 1929 г.“ в лицето на библиотекарката Светла Божилова получава от отдел „Култура“ на Столична община и Фондация „Детски книги“ признание за своите дългогодишни усилия като „Най-активно читалище от създаването на Бисерче вълшебно“.